# Pieter de Hooch

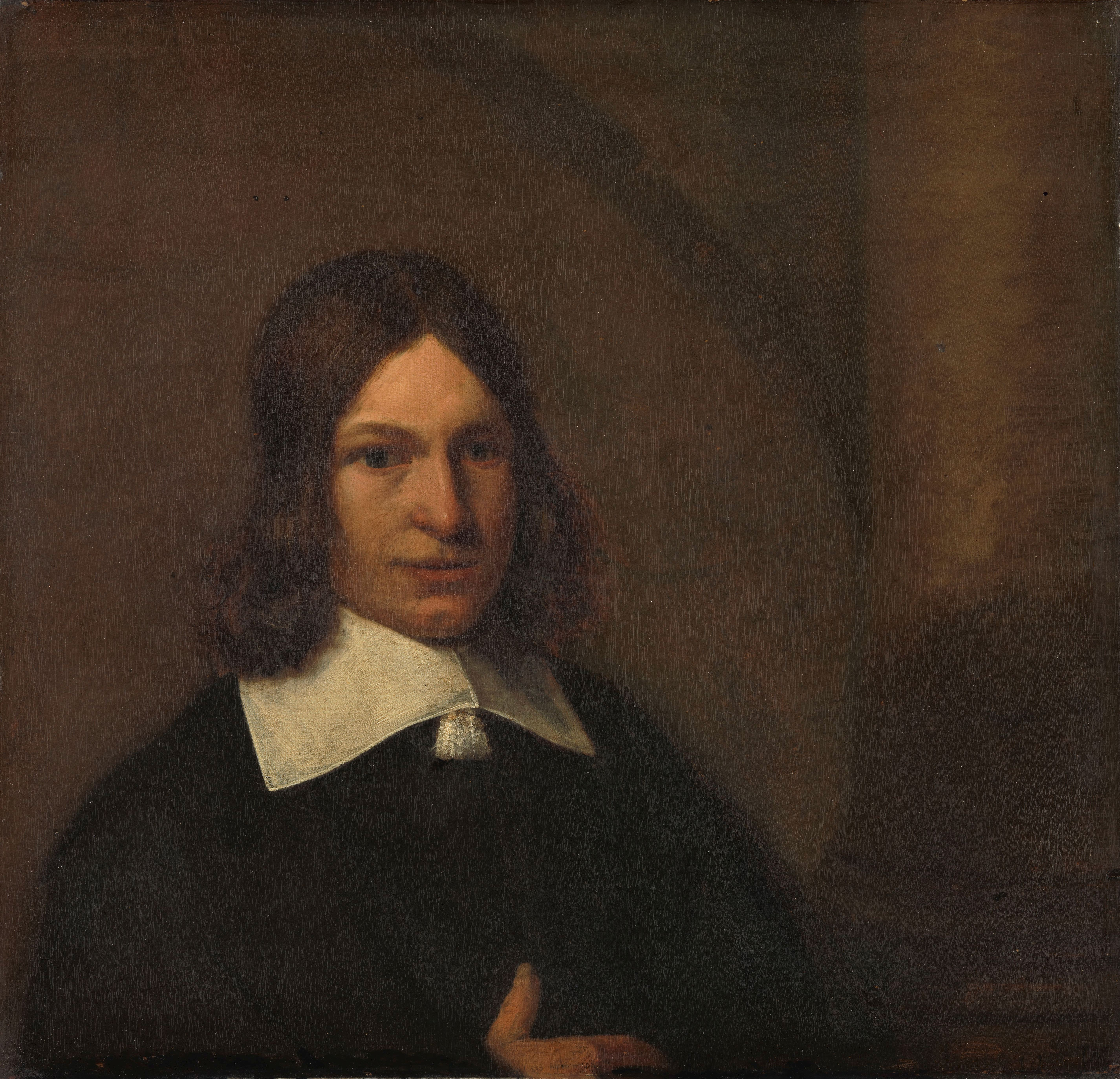
Pieter de Hooch zugeschriebenes Selbstporträt um 1649

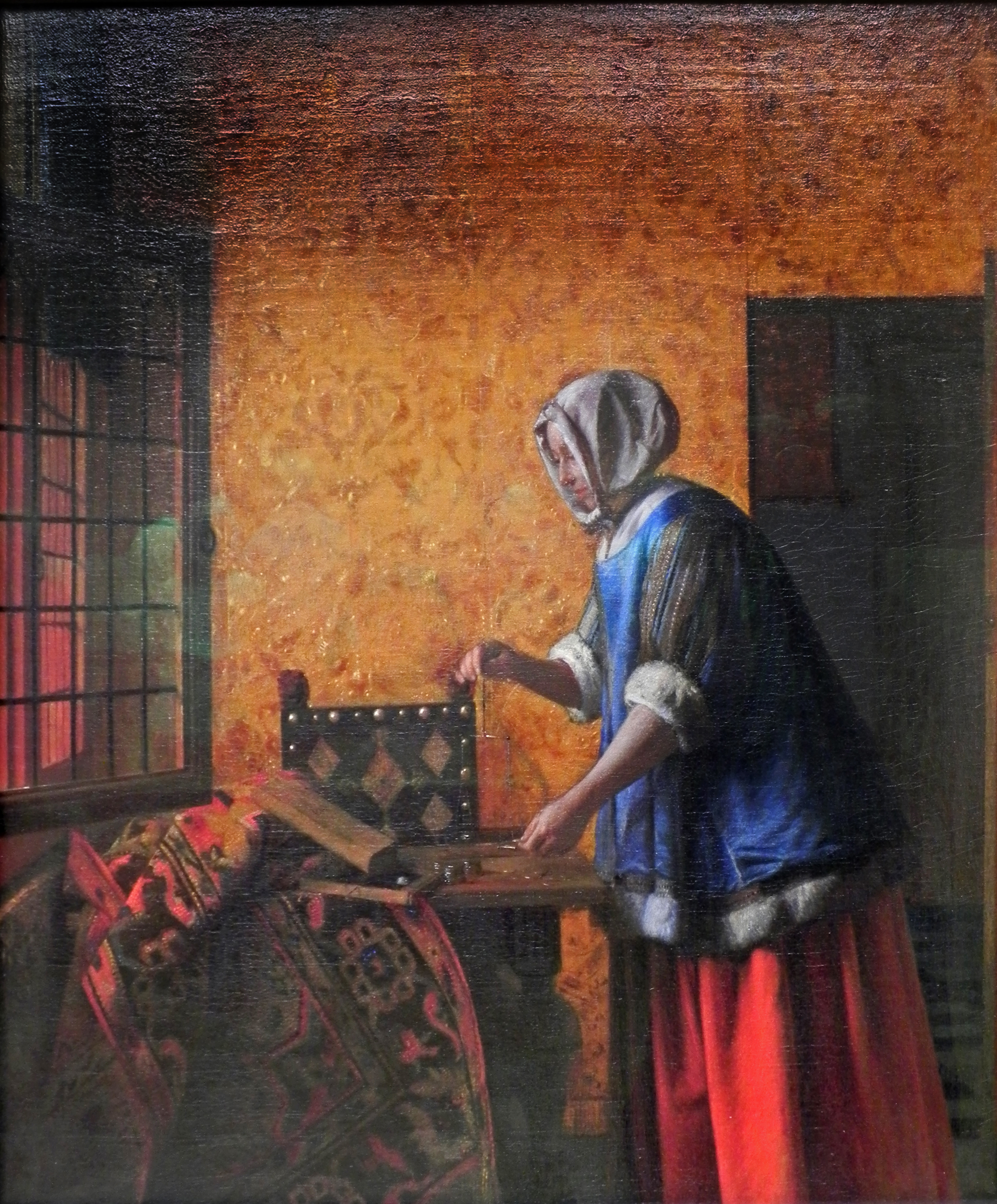
Die Goldwägerin (um 1664)

Pieter de Hooch (getauft am 20. Dezember 1629 in Rotterdam; gestorben in oder nach 1684) war ein niederländischer Maler des Barock. Sein Schaffen fiel in die Zeit des Goldenen Zeitalters, in denen die Niederlande eine kulturelle Blütezeit erlebten.

## Leben
Am 20. Dezember 1629 wurde Pieter de Hooch in der Reformierten Kirche in Rotterdam getauft. Er stammte aus einer Familie, die keine künstlerische Tradition hatte. Hendrick Hendricksz de Hooch, sein Vater, war Maurer. Die Mutter, Annetge Pieters, war Hebamme. Pieter de Hooch war das älteste der fünf Kinder der Familie, von denen die anderen vier früh starben.
Die Lehrzeit De Hoochs ist nicht klar zugeordnet. Laut Arnold Houbraken war Pieter de Hooch etwa von 1645 bis 1647 gemeinsam mit Jacob Ochtervelt Schüler von Nicolaes Berchem, einem Landschaftsmaler aus Haarlem. Jedoch gibt es in seinem Werk keine stilistischen Einflüsse dieses Lehrers. Dagegen wurde von Fleischer die Meinung vertreten, De Hooch habe bei Ludolf de Jongh in Rotterdam gelernt. Diese Möglichkeit erscheint angesichts von stilistischen Ähnlichkeiten von De Hoochs Frühwerk mit Gemälden de Jonghs wahrscheinlich. Pieter de Hooch bildete sich unter dem Einfluss von Carel Fabritius und Rembrandt fort.
Pieter de Hooch siedelte nach Delft über. Der genaue Zeitpunkt ist nicht bekannt, erstmals in Delft erwähnt wurde er 1652, als er zusammen mit Hendrick van der Burch Zeuge bei der Eröffnung eines Testaments war. 1655 wurde De Hooch in die Delfter Malergilde aufgenommen. Van der Burch war Schüler Pieter de Hoochs und wurde auch dessen Schwager, als de Hooch Jannetge van der Burchs heiratete. Der wichtigste Käufer von Bildern De Hoochs war Justus de la Grange, ein reicher Kaufmann aus Delft, der 1655 mindestens elf seiner Gemälde besaß.
1660 oder 1661 siedelte De Hooch nach Amsterdam über. 1661 wurde dort seine Tochter Diewertje getauft, die eines von seinen sieben Kindern war. Trotz reicher Kunden lebte Pieter de Hooch in seinen ersten Amsterdamer Jahren wohl in einem Armenviertel. Erst 1668 zog er in ein besseres Stadtviertel um, war aber nie vermögend genug, um ein eigenes Haus zu kaufen. Über die letzten Lebensjahre Pieter de Hoochs ist nur wenig bekannt. Lange ging man davon aus, dass er in das dolhuys, das städtische Irrenhaus, eingewiesen wurde, dort verstarb und am 24. März 1684 auf dem Sint-Anthonis-Kerkhof begraben wurde. Neuere Untersuchungen haben jedoch gezeigt, dass es sich bei diesem Toten um seinen Sohn gleichen Namens handelt.

## Werk
Pieter de Hoochs Werke gehören zur Genremalerei und erzielten oft hohe Preise. Er malte häufig Szenen in Innenräumen holländischer Bürgerhäuser, wobei er sich vor allem mit dem Licht auseinandersetzte. Er beschränkte sich meist auf Figuren, die er bei ruhigen Beschäftigungen zeigte. Oft stellte De Hooch zwei oder mehrere zusammenhängende Räume mit realitätsgetreuer Behandlung der Perspektive dar.

## Nachwirkungen
Der bedeutende Künstlerbiograph Arnold Houbraken hatte 1719 kaum Informationen über Pieter de Hooch. Er beurteilte ihn als jemanden, der „exzellent im Malen von Interieurs, und darin von kleinen Gesellschaften von Herren und Damen, gewesen ist“. Trotzdem nahm Houbraken De Hooch wie auch Jan Vermeer nicht in seine Liste der besten Künstler des 17. Jahrhunderts auf.
Das Bild Die lesende Frau im Besitz der Alten Pinakothek in München wurde fälschlicherweise Pieter de Hooch zugeordnet. Es stammt jedoch von Pieter Janssens Elinga (1623–1682).

## Werke (Auswahl)

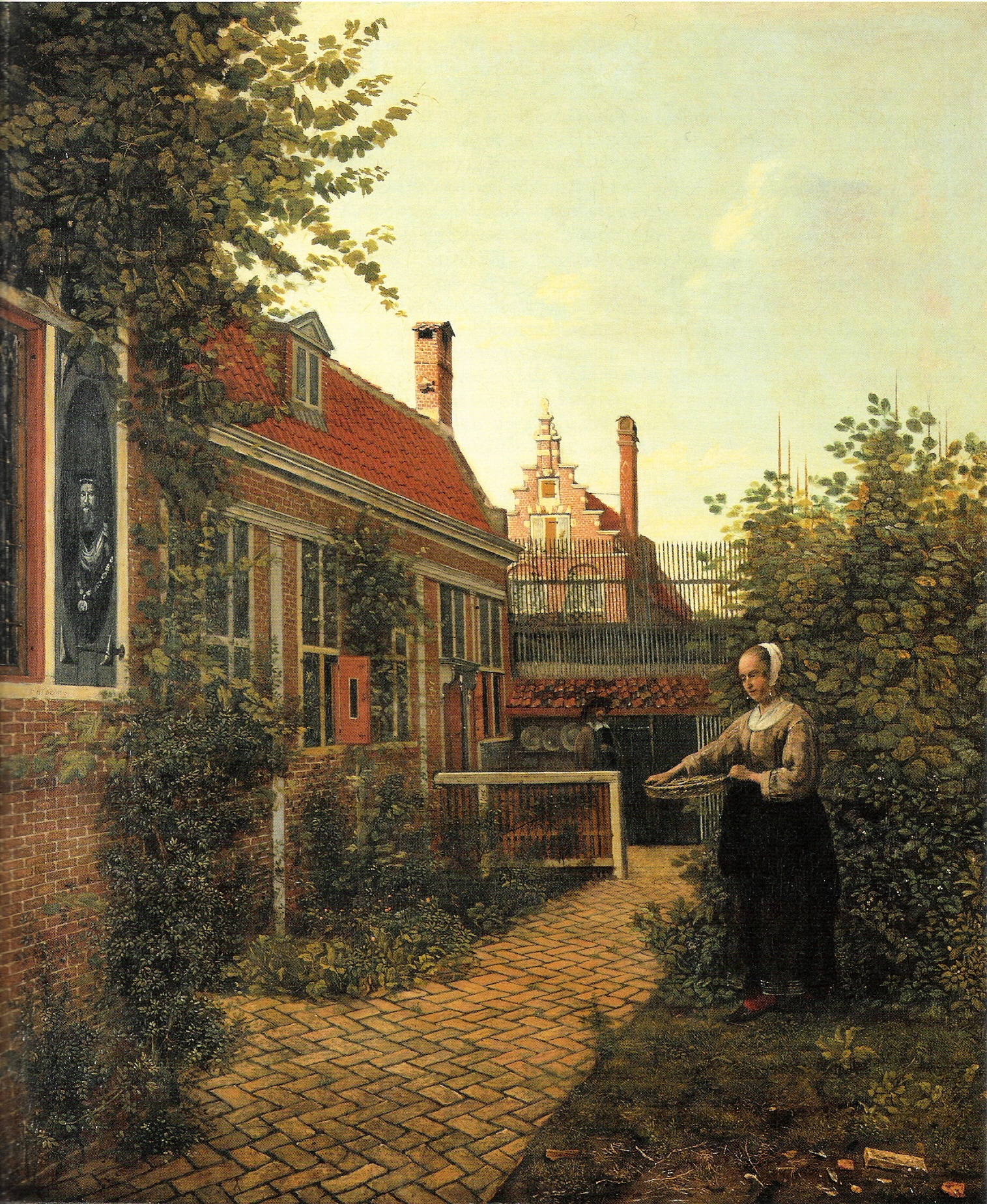
Frau mit Bohnenkorb im Gemüsegärtchen, um 1660, Kunstmuseum Basel

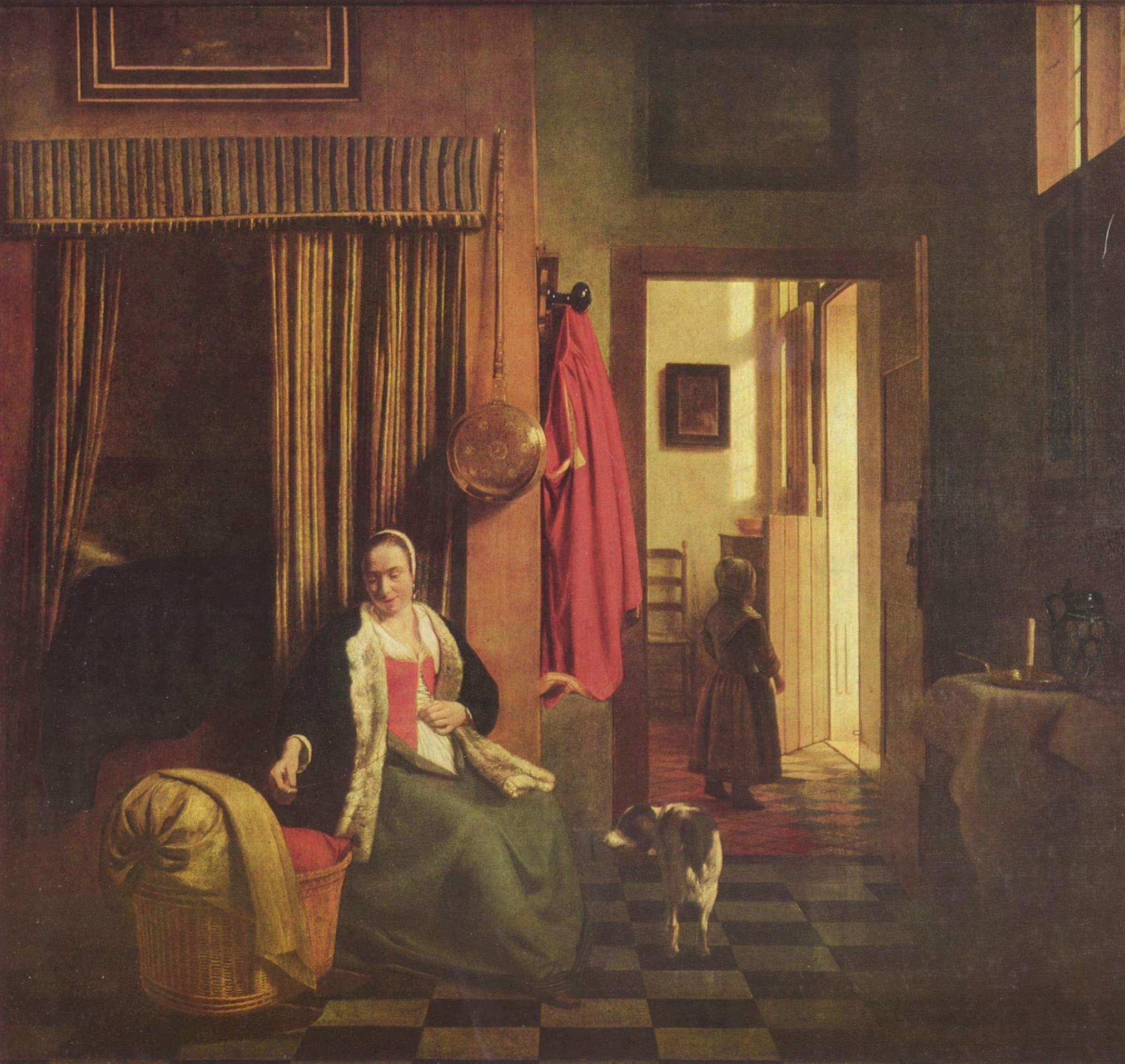
Die Mutter, 1661–1663, Gemäldegalerie in Berlin

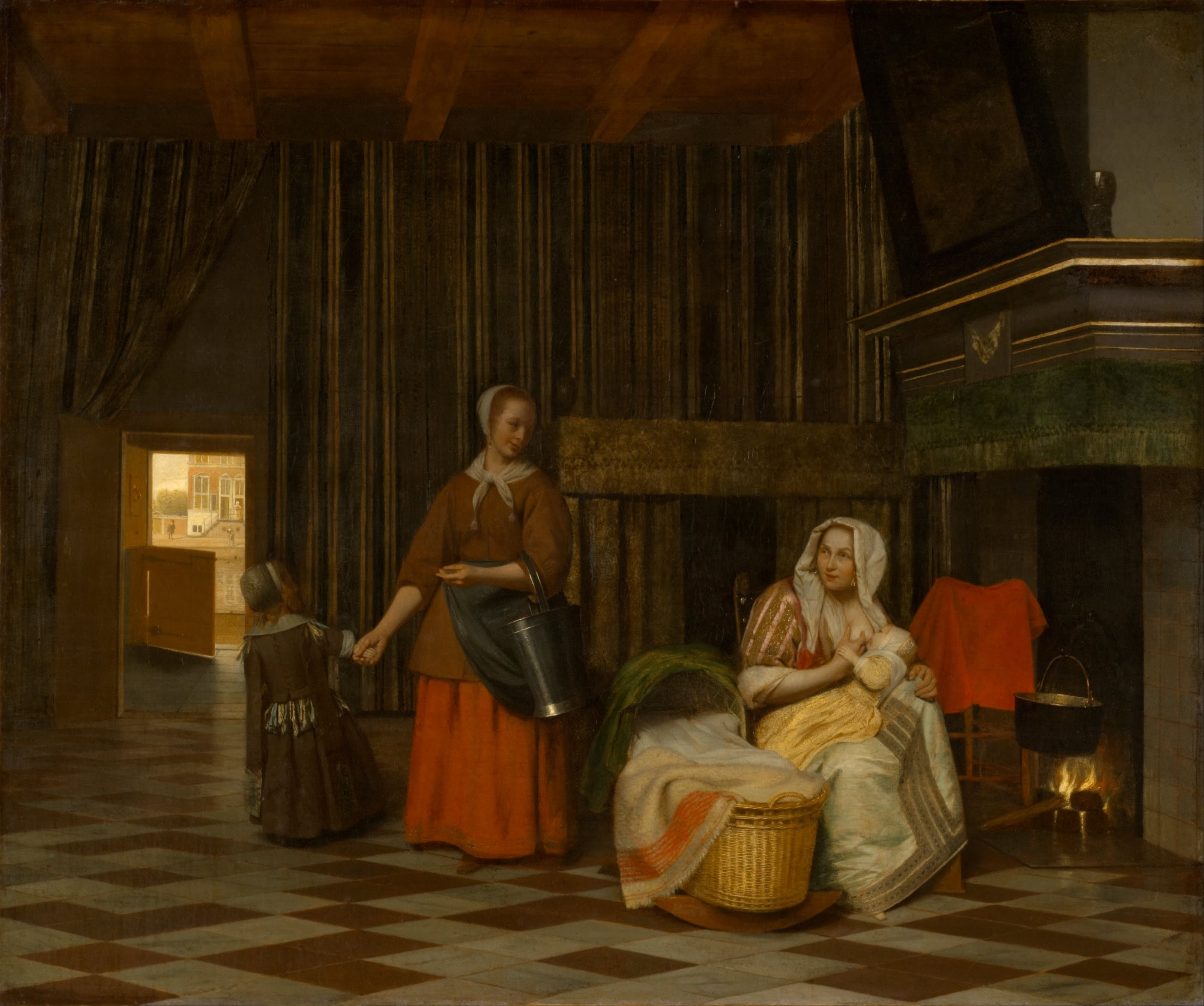
Frau mit Kind und Dienstmagd, um 1663/1665, Kunsthistorisches Museum, Wien

- Musizierende Gesellschaft im Neuen Amsterdamer Stadthaus, 1663–1665, Museum der bildenden Künste Leipzig
- Gesellschaft im Hof hinter einem Haus (Rijksmuseum, Amsterdam)
- Die Mutter 1661–1663 (Gemäldegalerie in Berlin)
- Die Kartenpartie (Louvre, Paris)
- Das lustige Lied (National Gallery, London)
- Die Dame am Schreibtisch (Städelsches Kunstinstitut, Frankfurt am Main)
- Die Goldwägerin (Gemäldegalerie in Berlin)
- Der Morgen eines jungen Mannes aus den Jahren 1655–1657 (Puschkin-Museum, Moskau)
- Frau mit Bohnenkorb im Gemüsegärtchen (Kunstmuseum Basel)
- Unterricht im Laufen, 1668–1672 (Museum der bildenden Künste, Leipzig)
- Kinder im Türweg 1658–1660 (Polesden Lacey, Sussex)
- Hofszene einer trinkenden Frau mit Offizieren 1658–1660 (National Gallery of Art, Washington)
- Porträt der Familie Jacob Hoppesack – (Johnny van Haeften, London)
- Im Ratraum des Bürgermeisters – (Museo Thyssen-Bornemisza, Madrid)
- Frau mit Kind und Dienstmagd um 1663/1665, Leinwand 64 × 76 cm (Kunsthistorisches Museum, Wien)
- Ein Junge bringt Brot um 1663, Öl auf Leinwand 73,5 × 59 cm (Wallace Collection, London)
- Der Liebesbote um 1670, Öl auf Leinwand (Hamburger Kunsthalle, Hamburg)